# Arcos (Burgos)
Pour les articles homonymes, voir Arcos.
Arcos est une commune d'Espagne dans la communauté autonome de Castille-et-León, province de Burgos. Elle s'étend sur 31,44 km2 et comptait environ 1 331 habitants en 2011.